# Giovanni Papini

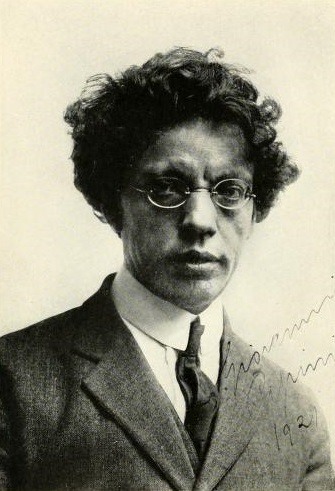
Giovanni Papini (vor 1922)

Giovanni Papini (* 9. Januar 1881 in Florenz; † 8. Juli 1956 ebenda) war ein italienischer Schriftsteller. Während sein Frühwerk dem Pragmatismus und Futurismus zugewandt ist, findet in seinem Spätwerk ein tiefer katholischer Glaube Ausdruck.

## Leben
Die 1905 erschienene Erstschrift Philosophen-Dämmerung zeugt von der kirchenkritischen Erziehung des Autodidakten Papini. 1903 gründete er die Literaturzeitschrift Leonardo. 1906 erschien Il Tragico quotidiano, sein erstes Buch. Im Artikel Il crepuscolo dei filosofi im gleichen Jahr ging er auf Distanz zur etablierten Philosophie. Er variierte die Ideen William James’. Mit Giovanni Vailati und Giuseppe Prezzolini vertrat er den Pragmatismus in Italien. Von ersterem hob er sich durch eine Betonung des Spirituellen statt des Logischen ab. Auch sein autobiographischer Roman Un uomo finito von 1912 greift seine Suche nach einer Philosophie der Tat auf. Seine zweite Gründung einer Zeitschrift, Lacerba 1913, stand im Zeichen des Futurismus. An der Zeitschrift La Voce war Papini ebenfalls beteiligt.

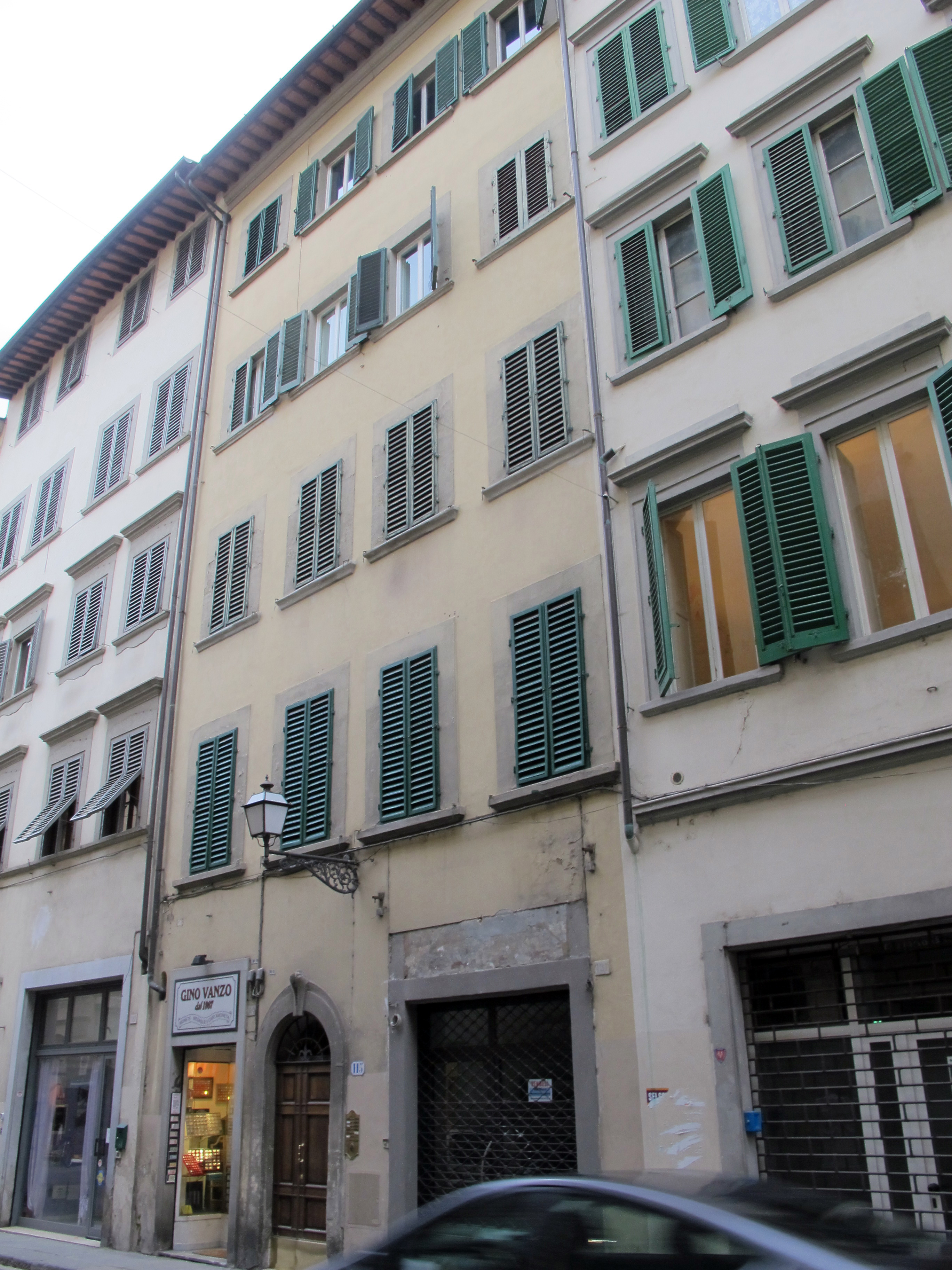
Papinis Haus in Florenz

1908 wandte er sich mit seinem Artikel La religione sta da sè gegen die Unterordnung der Religion unter die Philosophie. In Ecce homo (1912) spricht er sich gegen die Möglichkeit einer symbolischen Interpretation der Evangelien aus. 1913, mit Puzzo di cristianucci und Esistono cattolico, prangert er die Widersprüche der katholischen Kirche an. In den Artikeln von 1908 bis 1914 nimmt er noch eine antireligiöse Position ein. Ab 1921 dominierte religiöses Schreiben Papinis Werk. Nach den Angaben der Encyclopædia Britannica kehrte Papini in diesem Jahr zum römisch-katholischen Glauben zurück, in dem er erzogen worden war. („In 1921 Papini was reconverted to the Roman Catholicism in which he had been reared“.) In Das Leben des Herrn (Storia di Cristo) 1921 erzählt er das frühe Leben Jesu. In lyrischer Form ist seine Religiosität in Pane e vino von 1926 ausgedrückt.
Papini heiratete 1907. Am 1. Oktober 1914 beschrieb er in Lacerba den Krieg als notwendiges Massaker, weshalb man den Krieg lieben müsse. Im Ersten Weltkrieg wollte er für die Entente kämpfen, wurde aber aufgrund seiner körperlichen Verfassung abgewiesen. Der lebende Dante (Dante vivo) erhielt 1933 den Premio di Firenze mit dem Segen Benito Mussolinis, dessen Bruder Arnaldo man den Preis ursprünglich geben wollte. 1935 bekam er eine Professur für italienische Sprache und Literatur an der Universität Bologna. Seine 1937 in Florenz erschienene Storia della letteratura italiana widmete er Mussolini mit den Worten „An den Duce, den Freund der Dichtung und der Dichter“. Papini wurde 1942 Vizepräsident der in Weimar auf Veranlassung von Joseph Goebbels gegründeten Europäischen Schriftsteller-Vereinigung. Bei Kriegsende 1945 war Papini intellektuell und künstlerisch weitgehend diskreditiert; Bertrand Russell hatte sich seit den 1940er Jahren auf Papini als Negativbeispiel bezogen.
In seinem Buch Il libro nero aus dem Jahr 1952 referiert Papini ein selbstkritisches „Künstlerisches Testament“ von Pablo Picasso, angeblich die Frucht eines Interviews mit dem Maler. Der Text wurde vielfach für authentisch gehalten und lieferte Argumente gegen die Moderne Kunst, unter anderem zitiert ihn ausführlich Ephraim Kishons Buch „Picassos süße Rache“. Nach anderer Lesart handelt es sich dabei aber nur um eine Machination westlicher Geheimdienste im Kalten Krieg, um den prosowjetisch eingestellten Picasso zu diskreditieren.

## Werke
- Un uomo finito (1912, Ein erledigter Mensch. 1962)
- Storia di Cristo (1921, Leben Jesu. 1935)
- Pane e vino (1926, Gedichte)
- Gog. (1929, auf Deutsch 1931)
- Sant’ Agostino (1929, Der heilige Augustinus. 1930)
- Dante vivo (1933, Dante. Ein ewiges Leben, 1936)
- Storia della letteratura Italiana (1937, Ewiges Italien – Die Großen im Reich seiner Dichtung. 1940. Übersetzt von Katharina Hasslinger)
- Italia mia (1939)
- Mostra personale (1941, Aus meiner Werkstatt. 1944)
- Imitazione del padre (1942, Wiedergeburt und Erneuerung. 1950)
- Saggi sul Rinascimento (1942, Das Wesen der Renaissance. 1946)
- Cielo e terra (1943, Himmel und Erde. 1947)
- Santi e poeti (1947)
- Lettere agli uomini del papa Celestino VI (1947, Cölestin VI. Briefe an die Menschen, 1948)
- Passato remoto (1948)
- Vita di Michelangiolo nella vita del suo tempo (1949, 1951, Michelangelo und sein Lebenskreis. 1952)
- Le pazzie del poeta (1950, Narreteien, 1953)
- Il libro nero (1952, Das schwarze Buch. 1952)
- Il diavolo (1953, Der Teufel. 1954)
- Concerto fantastico. (1954, Erzählungen)
- Il bel viaggio (1954, mit Enzo Palmieri)
- La spia del mondo (1955, Guckloch zur Welt. 1957)
- L’aurora della letteratura italiana (1956)
- La felicità dell’infelice (1956)
- Ein fertiger Mensch, München: Allgemeine Verlagsanstalt, 1925

Posthum erschienen
- Il giudizio universale (1957, Weltgericht. 1959)
- La seconda nascita (1958, Die zweite Geburt. 1960)
- Der Spiegel auf der Flucht. Frankfurt am Main: Büchergilde Gutenberg, 2007, ISBN 978-3-7632-5819-2.